# Hochgescheid
Das Hochgescheid (in der Wandererliteratur auch der Hochgescheid) ist ein 1203,3 m ü. NHN hoher Berg im Südschwarzwald in Baden-Württemberg. In topographischen Karten wird die Höhe auch mit 1204 oder 1205 Metern angegeben. Er liegt auf den Gebieten der Gemeinde Fröhnd und der Stadt Todtnau im Landkreis Lörrach sowie rund 25 km südsüdöstlich von Freiburg im Breisgau.

## Lage und Charakteristik
Das Hochgescheid ist ein im Gipfelbereich eher sanfthängiger Berg im ansonsten von stark gegliederten, steileren Hängen gekennzeichneten Tal der Wiese. Er liegt zwischen zwei tief eingeschnittenen Nebentälern der Wiese im Westen und den Steilhängen, die nach Osten zum Präger Kessel des Prägbachtales abfallen. Der sanfte Südhang geht nach Südosten hin in die wiesengeprägte Hochmulde um das Dorf Herrenschwand über.
Aufgebaut ist der Berg im Wesentlichen aus Gesteinen der sogenannten Schleifenbach-Schiefer-Formation, zumeist Phyllite und, wesentlich fester, stark umgeschmolzene, schiefrige Grauwacken. Darin finden sich oft wesentlich jüngere Gesteinsgänge aus Aplit-Graniten.. 
Das Hochgescheid ist am Gipfel und an den meisten Hängen bewaldet. Die Nordhänge zum Schleifenbachtal hin sind von Nadelwald bedeckt. In den Steilhängen zum Präger Kessel hin sind daneben noch ursprüngliche Fichten-Tannen-Buchen-Mischwälder erhalten. In den Südhängen zum Tal des Künabachs hin wechseln kleinräumig Laub- und Mischwälder ab. Auf dem sanft abfallenden Südosthang ist ein großflächiges Weidfeld mit Magerrasen und Borstgrasrasen erhalten.

## Name
Auf dem Kamm zwischen Schleifenbach im Norden und Künabach im Süden ist eine Kuppe als Gscheidkopf bezeichnet und der höchste Punkt als Hochgescheid. Als Toponym kann der Name Gescheid einen Grenzzaun oder eine bloße Grenze zwischen Gebieten bezeichnen, etwa Gemarkungen von Siedlungen, oder auch nur eine Wasserscheide.

## Naturschutz
Im Bereich des Hochgescheid steht nur der steile, von Karen gegliederte Osthang unter Naturschutz; er ist Teil des großen Naturschutzgebietes Gletscherkessel Präg. Das große Weidfeld am Südosthang in Richtung Herrenschwand ist als Biotop geschützt und wie der Osthang Teil des FFH-Gebietes Gletscherkessel Präg und Weidfelder im Oberen Wiesental. In Gänze gehört der Berg zum Vogelschutzgebiet Südschwarzwald, zum Biosphärengebiet Schwarzwald und zum Naturpark Südschwarzwald.

## Verkehr und Tourismus
Der Gipfelbereich des Hochgescheid wird von Wanderwegen nicht berührt. Verschiedene Wanderwege verlaufen aber in der Höhe der Sattelpunkte zu benachbarten Gipfeln. Von Herrenschwand führt eine sehr schmale Straße über den Sattel Tiergrüble nach Schönau im Wiesental. 
Herrenschwand ist auch der Fußort eines Schleppliftes zum Gipfel des Hochgescheid, der das große Weidfeld für den Wintersport erschließt (Abfahrt, Langlauf über mehrere Loipen, Rodeln).